# Henry Norris Russell

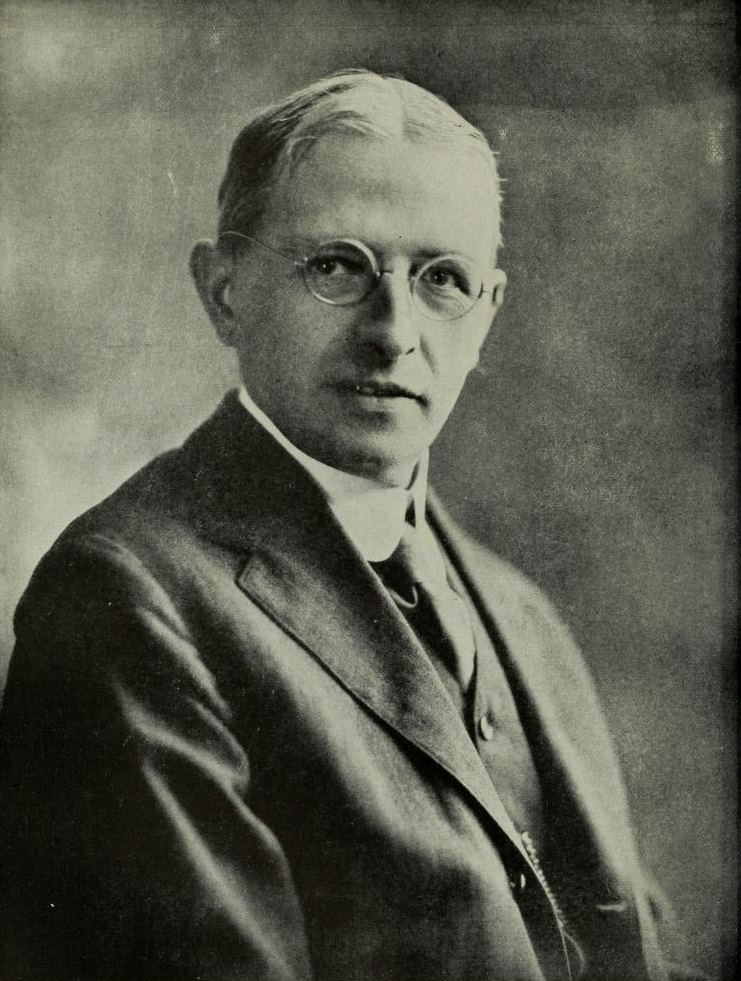
Henry Norris Russell

Henry Norris Russell (* 25. Oktober 1877 in Oyster Bay, New York; † 18. Februar 1957 in Princeton, New Jersey) war amerikanischer Astronom.

## Leben und Werk
Russell wurde 1900 an der Princeton University mit der Schrift General Perturbations of the Major Axis of Eros by the Action of Mars promoviert. Um 1910 entwickelten er und Ejnar Hertzsprung das Hertzsprung-Russell-Diagramm.
1922 führte Russell ein System für Sternbilder ein mit einer dreibuchstabigen Abkürzung des lateinischen Namens des Sternbildes. Zusammen mit Frederick Albert Saunders (1875–1963) beschrieb er 1925 die Russell-Saunders-Kopplung (siehe Spin-Bahn-Kopplung, Hundsche Regeln). Gemeinsam mit Raymond Smith Dugan und John Quincy Stewart schrieb er ein zweibändiges Lehrbuch, dessen zweiter Band die Idee der stellaren Zustandsgrößen verbreitete (siehe Vogt-Russell-Theorem).
Russell hatte Cecilia Paynes Forschungsergebnisse von 1925, wonach die Sonne zum weitaus überwiegenden Teil aus Wasserstoff und Helium besteht, zunächst angezweifelt. 1929 bestätigte Russell Paynes Entdeckung jedoch auf anderem Wege und bestimmte das Massenverhältnis zu 3:1. Daraufhin äußerte der russisch-nordamerikanische Physiker George Gamow die Vermutung, die Energiequelle der Sonne sei in der Verschmelzung von jeweils vier Wasserstoffkernen zu einem Heliumkern zu suchen. Er nannte den Prozess Kernfusion bzw. Wasserstofffusion (Wasserstoffbrennen). Gamows Vermutung stellte sich später als richtig heraus.

## Publikationen
- Henry Norris Russell, Frederick Albert Saunders: New Regularities in the Spectra of the Alkaline Earths. Astrophysical Journal 61, 38 (1925) 38, doi:10.1086/142872.
- Henry Norris Russell, Raymond Smith Dugan, John Quincy Stewart: Astronomy: A Revision of Young’s Manual of Astronomy; Vol. I: The Solar System; Vol. II: Astrophysics and Stellar Astronomy, Ginn & Co., Boston, 1926–27, 1938, 1945.
- Henry Norris Russell: On the Composition of the Sun's Atmosphere, ApJ 70, 1929.

## Ehrungen und Mitgliedschaften
1934 bis 1937 war er Präsident der American Astronomical Society, 1931/32 der American Philosophical Society und 1933 der American Association for the Advancement of Science. Er war Mitglied der National Academy of Sciences (1918) und der American Academy of Arts and Sciences (1921), auswärtiges Mitglied der Royal Society (1937) und der Akademien in Paris, Edinburgh, Brüssel und Rom.  Er war Präsident der Kommissionen der International Astronomical Union für Stellarspektroskopie und Zusammensetzung von Sternen. Er erhielt 1921 die Goldmedaille der Royal Astronomical Society, 1922 den Lalande-Preis und die Henry Draper Medal der National Academy of Sciences, 1925 die Bruce Medal und den Rumford Prize, 1934 die Franklin Medal und 1936 die Janssen-Medaille der französischen Akademie der Wissenschaften.
Die American Astronomical Society schuf die jährliche Henry Norris Russell Lectureship  zu seinen Ehren. 1946 erhielt Russell diese. Der Asteroid (1762) Russell ist nach ihm benannt. Der Mondkrater Russell ist seit 1936 nach ihm und dem Astronomen John Russell benannt.